# Эмзеталь
Эмзеталь (нем. Emsetal) — община в Германии, в земле Тюрингия. 
Входит в состав района Гота. Население составляет 2890 человек (на 31 декабря 2010 года). Занимает площадь 29,87 км².